# Pyszczak rdzawy

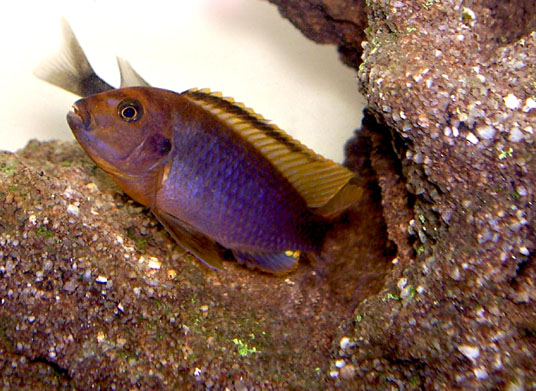
Pyszczak rdzawy

Pyszczak rdzawy (Iodotropheus sprengerae) – gatunek słodkowodnej ryby z rodziny pielęgnicowatych (Cichlidae). Hodowana w akwariach.

## Występowanie
Gatunek endemiczny jeziora Malawi (Niasa), spotykana tylko w 4 miejscach, na głębokościach od 1 do 40 m (najliczniej na 3–15 m).

## Opis
Długość standardowa do 10,8 cm. Dymorfizm płciowy trudny do rozpoznania – samce połyskują niebieskim kolorem i mają atrapy jajowe, u samic atrapy występują bardzo rzadko i przeważnie mniej liczne.
| Zalecane warunki w akwarium | Zalecane warunki w akwarium |
| --------------------------- | --------------------------- |
| Zbiornik                    | duży, min. 100 cm           |
| Temperatura wody            | 24–27 °C                    |
| Twardość wody               | 8–25°n                      |
| Skala pH                    | 7,3–8,8                     |
| Pokarm                      | żywy, płatkowany, mrożony   |